# غابة جويدن
غابة جويدن هي احد الغابات القديمة التي تمتد على الحدود بين لندن بورو أوف بيكسلي في الجنوب الشرقي للندن و ال بورو دارتفورد في كينت بإنجلترا. حيث تقع على بعد 2.7 ميل (4.3 كـم) شمال غرب سوانليو 3.3 ميل (5.3 كـم) جنوب شرق بيكسليهيث و 3.6 ميل (5.8 كـم) جنوب غرب دارتفورد. حيث تعد واحدة من أكثر من 1000 غابة في المملكة المتحدة يعتني بها وودلاند ترست. تعود السجلات الأولى للغابة إلى عام 1600. كما يوجد به عقار سكني إلى الشرق من الغابة نفسها يحمل نفس اسمها.

## الحياة البرية
هناك تسعة برك في الغابة، كل منها يعد موطن لثلاثة انواع من النيوت او السمندل المائي البريطاني وهي النيوت العظيم، النيوت الناعم ونيوت النخيل
وقد لوحظت الطيور الجارحة البريطانية في المنطقة بما في ذلك الصقور، الباشق، و كيستريل.
كما تنمو أزهار مختلفة على أرضية الغابات في الربيع مثل بلوبيلس، أصفر مشمس سيلاندين وزنبق الوادي. في حين ظهور مجموعة من الفطريات تنمو من الخشب الميت والأرضية في الخريف مثل مخادع الجمشت و ليلك بونيه، و ال يطير غاريقون. وفي أشهر الشتاء تنمو الأشجار الصنوبرية بكثرة.

## علم الآثار
هناك آثار لمستوطنات في الغابة يزيد عمرها عن 2000 عام كما تم العثور على دينهولز و سد منيع يعرف بإسم سد فاستن والذي يعد كميزة حدودية تم بناؤها منذ حوالي 1500 عام من قبل ساكسون يمتد والذي يمتد لأكثر من كيلومتر على طول الغابة.

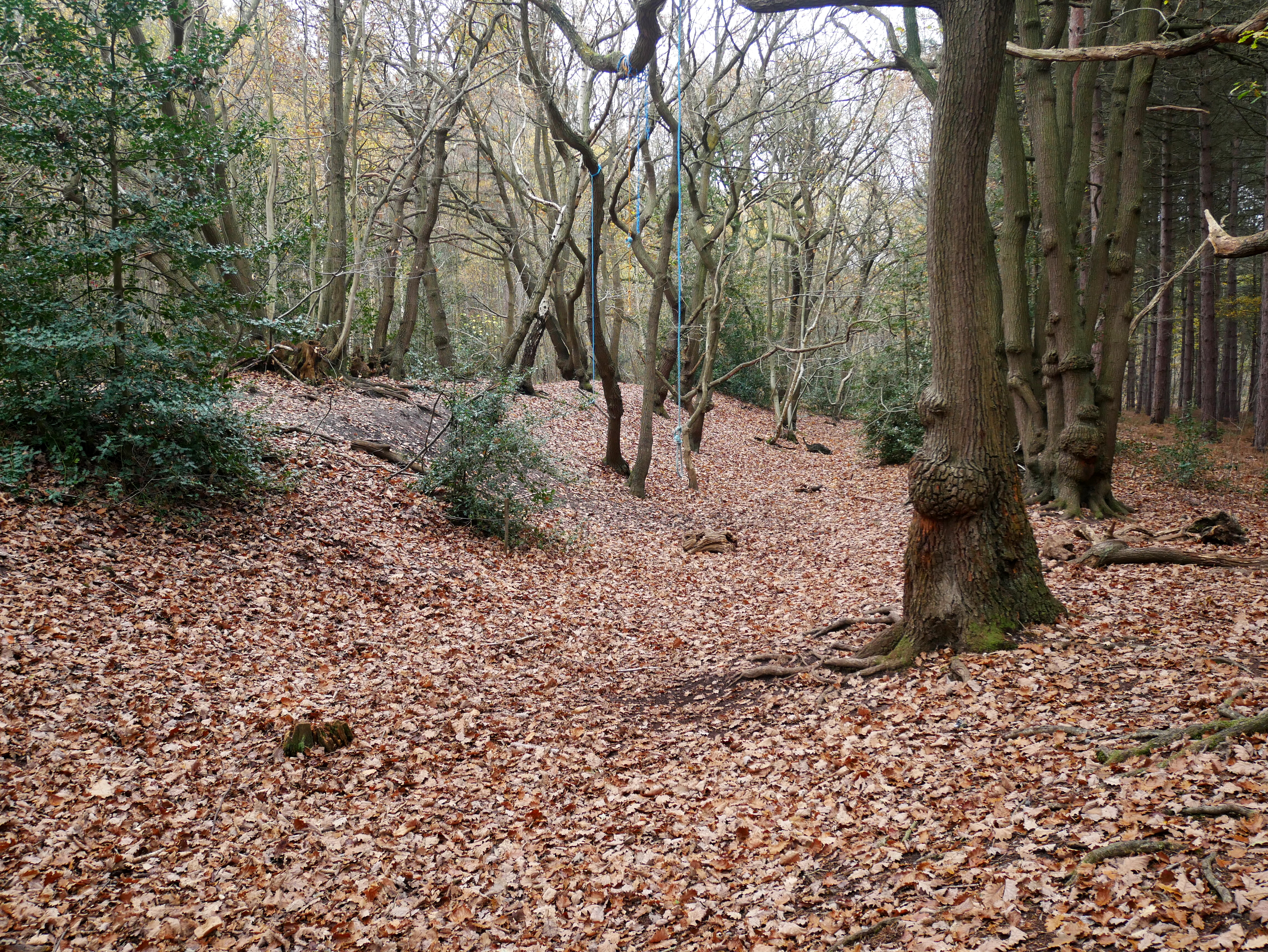
خندق و ضفة سد فاستن في غابة جويدن

كشف التحقيق الأثري خلال عقد 1950 أيضا أن بيوت من العصور الوسطى محاطة بمبنيين أصغر كانت موجودة في المنطقة, الآن تحت منطقة سكنية تقع شرق سمرهاوس درايف وجنوب طريق جويدن وود. من المحتمل أن تكون البيوت قد شيدت من الخشب بسقف قرميدي, وقد تم تأريخ فترة الاحتلال إلى ما بين حوالي 1280 و 1320 من خلال تحليل الفخار الموجود في الموقع. وهذا يعكس احتمال أن الموقع كان مأهولا لحوالي جيلين. من الممكن أن يكون هذا المبنى هو قصر أوشولت ، المعروف من السجلات التاريخية أنه يقع في مكان قريب والذي كان مملوكا من قبل دير ليسنيس. تم التعرف على بعض القطع الفخارية التي تم العثور عليها على أنها تنتمي إلى الأواني الرمادية المنتجة في ليمبسفيلد منطقة ساري، كما تم وجدت أدوات ليمبسفيلد هذه في لندن وشمال كينت والعثور عليها في المواقع القريبة من كراي هاوس و قلعة إينسفورد.
كان هناك بئر قريب يحوي على مياه عذبة اعتقد انه كان مصدر المياة للسكان الذين قطنوا تلك المنطقة سابقا. حيث احيط بالمنطقة عدد من أعمال الحفر لكن لم يتم التأكد من التاريخ الدقيق لها. لايزال سبب التخلي عن تلك المباني غير واضح، ولكن الاحتمالات تشمل الفشل في إمدادات المياه والإفقار السريع للتربة الرملية الموجودة في الحقول المحيطة أو قد يعود السبب إلى ما يعرف بالموت الأسود. لم يكن هناك دليل أثري يشير إلى أن المنازل ربما قد دمرته النيران.
خلال الحرب العالمية الثانية، تحطمت مقاتلتين جويتين في غابة جويدن من نوع السلاح الجوي الملكي البريطاني نوع هوكر إعصار مخلفا بعض الحفر المجوفة المرئية المليئة بالقنابل. مما دفع الحكومة إلى نحت تمثال خشبي للمقاتلتين غرب فاستن و المنحوتة من قبل النحات المحلي بيتر ليدبيتر.

## عقار غابة جويدن
تعد غابة جويدن موطن لعدة آلاف من الناس حيث تشمل وسائل الراحة من مكتب بريد وجزار وصيدلية ومكتبة ومحطة بنزين بالإضافة إلى مدارس محلية للرضع والصغار. كما تشمل المجموعات المجتمعية التي تجتمع في مركز غابة جويدن المجتمعي في بيرشوود درايف والتي تتضمن كلا من د مرحلة ما قبل المدرسة و معهد المرأة ونادي تنس الطاولة. كما تحتوي كنيسة القديس برنابا في بلاط فرن لين، مبنى متعدد الأغراض تستخدمه الكنيسة ومجموعات المجتمع وكلا من الكشافة والمرشدين لديهم قاعة خاصة كما ان هناك أيضا جمعية أصحاب الأحرار.
يتم تقسيم إدارة السلطة المحلية للعقار بين لندن بورو أوف بيكسلي داخل لندن الكبرى و ال بورو دارتفورد داخل كينت.

## الديموغرافيا
وفقا لتعداد عام 2011 فإن 86 ٪ من السكان هم من البريطانيين البيض.

## المواصلات

### السكك الحديدية
تعد السكة الحديدية الوطنية هي أقرب محطة مؤدية إلى غابة جويدن والمعروفة بإسم بيكسلي التي تقع على بعد 1.8 ميل من الغابة

### الباصات
يمكن الوصول إلى غابة جويدن عبر طريق قو-كاوتش 429 من السبت إلى الإثنين او عن طريق حافلات لندن ب 12 إلى إريث عبر بيكسليهيث.

## مناطق قريبة
يحد غابة جويدن من الشمال دارتفورد ومن الشمال الشرقي والشرق ويلمنجتون ومن الجنوب الشرقي هيكسابل و من الجنوب سوانلي ومن الجنوب الغربي روكسلي و من الغرب شمال كراي ومن الشمال الغربي بيكسلي.

## روابط خارجية
- قسم الخشب جويدن من موقع وودلاند ترست
- مجلس أبرشية ويلمنجتون
- مدرسة جويدن وود جونيور
- حافلات أريفا
- الذهاب المدرب 429 بدف الجدول الزمني
- كنيسة القديس برنابا ، جويدنز وود